# 乌尔巴诺·纳瓦雷特·科尔特斯
乌尔巴诺·纳瓦雷特·科尔特斯（西班牙語：Urbano Navarrete Cortés，1920年5月25日—2010年11月22日），西班牙教会法学者，原宗座额我略大学校长，天主教会枢机。
纳瓦雷特出生于西班牙卡马雷纳德拉谢拉，于1952年5月31日晋铎。他曾于1980年至1986年间出任宗座额我略大学校长。2007年11月24日被教宗本笃十六世册封为枢机。